# Annelise Josefsen

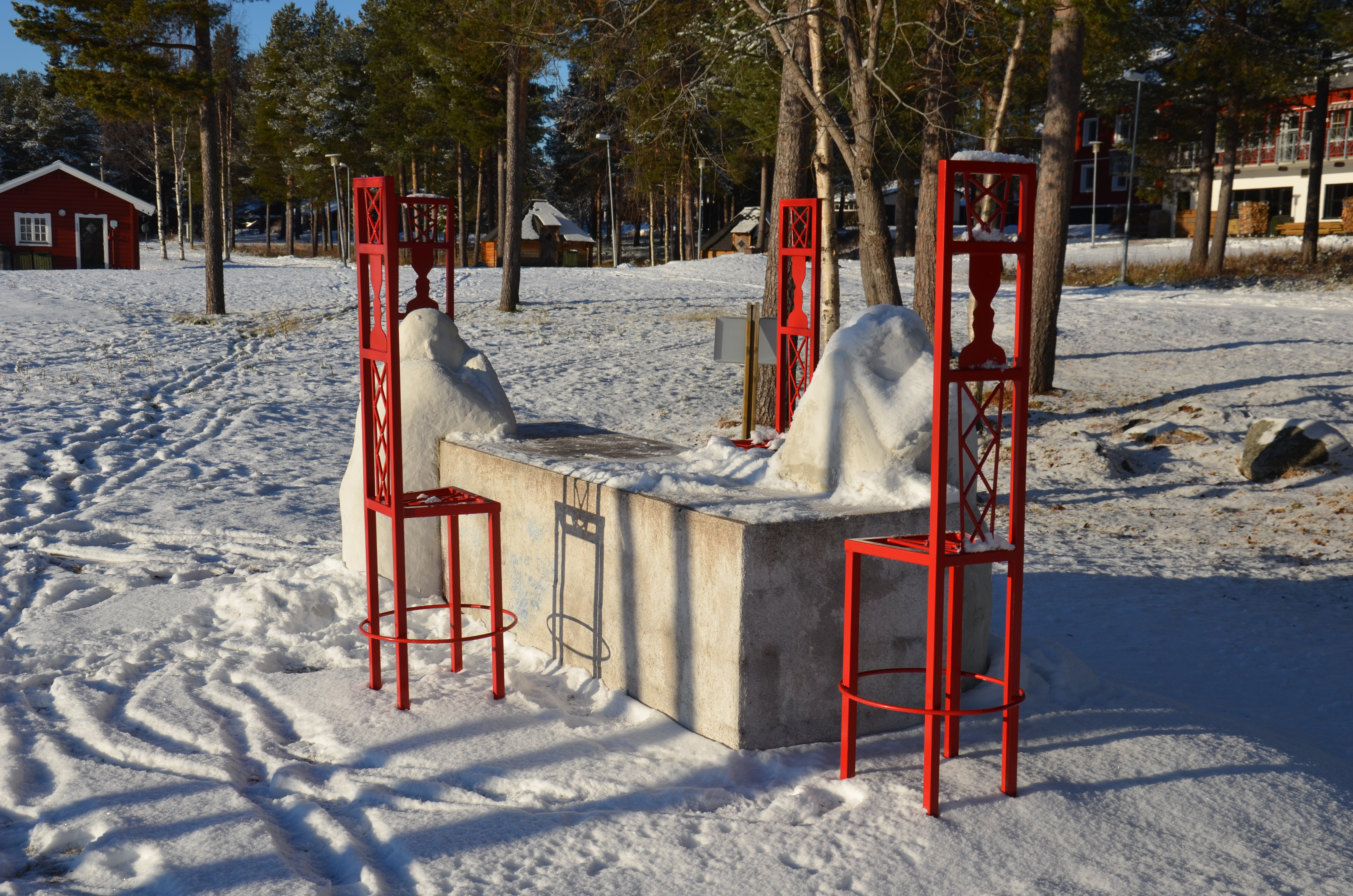
Morgonstund i Jokkmokk

Annelise Josefsen, född 2 oktober 1949 i Revsneshamn i Norge, är en norsk-samisk skulptör och målare.
Annelise Josefsen växte upp i en sjösamisk familj i Sæterfjord i dåvarande Kvalsund kommun. Hon utbildade sig i textil på Husflidskolen i Lakselv och på Vestlandets Kunstakademi i Bergen 1979-83.
Annelise Josefsen har varit engagerad i uppbyggnaden av Samisk kunstnerforbund, där hon varit ordförande i ett par omgångar. Hon bor och arbetar i Kokelv i Hammerfests  kommun i Finnmarks fylke i norra Norge.

## Offentliga verk i urval
- Morgenstund, 2005, granit, stål och betong, Samiska skulpturparken i Jokkmokk
- Rast ved veiskille, granit, 2007, Västansjöns vägskäl vid Krutfjellsvägen i Storumans kommun
- Messepikene, granit, 2005, Setermoen Leir i Norge
- Stallos hjerte, sten, 2004, Statoils administrationsbyggnad på Melkøya vid Hammerfest i Norge
- Skulptur på universitetsplatsen i Tromsø. sten, 1993